# مصاحبة (موسيقى)

افتتاحية سوناتا للبيانو تصنيف كوشيل رقم 545 لموتسارت

المصاحبة أو المُسايرة (بالإنجليزية: Accompaniment)‏ في الموسيقى هي الجزء أو الأجزاء المساعدة في عمل موسيقي. اللفظ يستخدم بشكل معتاد ليشير إلى مراجع الرسيتال الغنائي حيث يقدم آلة مفاتيح اللحن المصاحب، للسوناتات لآلة صولو حيث مرة أخرى يقدم اللحن المصاحب عادة آلة مفاتيح، وللكونشرتات حيث يمكن النظر إلى الأوركسترا الكامل كمصاحب. الكثير من المصاحبات مكثفة حتى لا يمكن اعتبارها عنصر مساعد في البناء أو المفهوم الموسيقي. أيضا مؤلفون أمثال موتسارت وبيتهوفن غالبا قلبوا الموائد في الفكرة الحديثة للمصاحبة في السوناتا، كلاهما كتب سوناتا للبيانو فورتي مع مصاحبة الكمان.

## هوامش
1. ↑  مجمع اللغة العربية بالقاهرة (2000). معجم الموسيقا (بالعربية والإنجليزية). القاهرة: مجمع اللغة العربية بالقاهرة. ص. 191. ISBN:978-977-5037-39-8. OCLC:47698409. QID:Q116897793.
2. ↑  NPR Encylopedia of Classical Music